# Alekseï Smirnov (tennis de table)
Pour les articles homonymes, voir Alexeï Smirnov et Smirnov.
Alekseï Smirnov est un pongiste russe né le 9 octobre 1977 à Togliatti.
En juin 2003, il atteint son meilleur classement en tant que 11e joueur mondial.
En 2003, il se hisse en finale de l'Open du Qatar ITTF. En 2005, il devient le premier russe a remporter le Top 12 européen de tennis de table. Il participe avec son compatriote Fedor Kuzmin aux jeux olympiques d'été de 2008 et par équipe aux jeux olympiques de 2012 avec Alexander Shibaev et Kirill Skachkov.
En club, il a évolué au TTC Fakel of Gazprom Orenbourg avec qui il a remporté la Ligue des Champions en 2012, 2013, 2015 et 2017.